# Mual·laqat
Les Mual·laqat (àrab: المُعَلَّقات, al-Muʿallaqāt, lit. ‘les Suspeses’) es una col·lecció de set cassides o odes àrabs preislàmiques de set poetes diferents, cadascuna considerada la millor obra del seu autor. Com que els seus set autors estan, al seu torn, entre els dotze poetes més famosos del segle vi, la selecció es considera la millor representació de la literatura àrab més antiga.
La idea d'agrupar aquests poemes en concret se sol atribuir a Hammad ar-Ràwiya, que va ser un col·leccionista de poesia del segle viii.
Una llegenda molt repetida, que es va originar al segle x, diu que els poemes es van escriure amb lletres daurades, en rotlles de tela, que després es penjaven, d'aquí el nom de ‘les Suspeses’ (muàl·laq en àrab significa ‘suspès’), als murs de la Kaaba de la Meca. No és clar de totes maneres que el mateix Hammad fes servir cap vegada el terme mual·laqat per referir-se a aquest recull. Hammad les anomenava السبع المشهورة, as-Sabʿ al-Maxhūra, ‘les Set Famoses’.
Tot i que no contenen pròpiament dades històriques, els textos mostren una imatge de la vida, costums i forma de pensar dels beduïns d'època preislàmica.
Entre les traduccions a l'anglès destaquen la realitzada per Lady Anne i Sir Wilfrid Scawen Blunt, titulada The Seven Golden Odes of Pagan Arabia (1903), i la realitzada per Arthur John Arberry, titulada The Seven Odes (1957).

## Compilació d'ar-Ràwiya
El gramàtic Àhmad ibn Muhàmmad an-Nahhàs va assegurar en el seu comentari sobre les Mual·laqat que va ser Hammad ar-Ràwiya qui va recollir aquests set poemes instant al seu estudi en la primera meitat del segle viii.
La col·lecció de Hammad sembla haver consistit en els mateixos set poemes que es troben en les nostres edicions modernes, composts per Imru-l-Qays, Tàrafa ibn al-Abd, Zuhayr ibn Abi-Sulma, Labid ibn Rabia, Àntara Ibn Xaddad, Amr ibn Kulthum i al-Hàrith ibn Hil·liza. Aquests mateixos són els enumerats per Ibn Abd-Rabbih i per la major autoritat entre els filòlegs, an-Nahhas.
No obstant això, dos de les més antigues autoritats competents sobre la poesia àrab, al-Mufàddal ad-Dabbí i Abu-Ubayda van incloure, a la fi del segle viii i principis del segle ix, entre les Mual·laqat, poemes d'an-Nàbigha i al-Aixa, en lloc dels d'Àntara i al-Hàrith. Això pot deure's a la major fama d'aquests poetes.